# Karang Dadi
Karang Dadi is een bestuurslaag in het regentschap Tebo van de provincie Jambi, Indonesië. Karang Dadi telt 3060 inwoners (volkstelling 2010).